# 16. Luftwaffen-Feld-Division

La 16. Luftwaffen-Feld-Division  (16e division de campagne de la Luftwaffe) a été l'une des principales divisions de la Luftwaffe allemande durant la Seconde Guerre mondiale.

## Création et différentes dénominations
La 16e division de campagne de la Luftwaffe a été formée le 1er décembre 1942 à Groß-Born dans la Luftgau III.

Comme plusieurs autres Luftwaffen-Feld-Division le 1er novembre 1943, la division est prise en charge par la Heer et est renommée 16. Feld-Division.

## Historique et théâtres d'opérations
1942
À partir du 30 décembre 1942, la division commence à faire mouvement vers les Pays-Bas.
1943
Le 8 février 1943, le transfert vers les Pays-Bas est terminé. 

Le 22 avril 1943, le quartier général de la division se déplace à Amstelveen à 5 kilomètres au sud d'Amsterdam. 

1944
La division est envoyée en Normandie et est engagée dans la défense de l'aérodrome de Carpiquet lors de l'opération Charnwood

## Commandement

Drapeau du commandant d'une division aérienne

| Début         | Fin               | Grade        | Nom                |
| ------------- | ----------------- | ------------ | ------------------ |
| Décembre 1942 | 21 août 1943      | Oberst       | Otto von Lachemair |
| 22 août 1943  | 23 septembre 1943 | Generalmajor | Karl Sievers (de)  |

## Chef d'état-major
| Début         | Fin               | Grade     | Nom          |
| ------------- | ----------------- | --------- | ------------ |
| Décembre 1942 | 1er novembre 1943 | Hauptmann | Otto Wilhelm |

## Rattachement
Février 1943 - Octobre 1943 : 88e corps d'armée / groupe d'armées D basé en Hollande dans les régions de IJmuiden, Haarlem, Leyde et Schéveningue.

## Unités subordonnées
- Luftwaffen-Jäger-Regiment 31
- Luftwaffen-Jäger-Regiment 32
- Panzer-Jäger-Abteilung Luftwaffen-Feld-Division 16
- Luftwaffen-Artillerie-Regiment 16
- Luftwaffen-Pionier-Bataillon 16
- Aufklärungs-Zug Luftwaffen-Feld-Division 16
- Luftnachrichten-Kompanie Luftwaffen-Feld-Division 16
- Kommandeur der Nachschubtruppen Luftwaffen-Feld-Division 16
  - Indisches Infanterie-Regiment 950[2] (26/05/1943-31/08/1943)